# Projet Mère pèlerine
Le Projet Mère pèlerine est un apostolat catholique fondé par le serviteur de Dieu Jean Pozzobon et coordonné par le Mouvement de Schoenstatt, comptant actuellement près de 100 000 membres.

## Vue d’ensemble
Le projet consiste dans la visite régulière d’une icône de la Vierge Marie, sous l’appellation « Mère, Reine et Triomphatrice Trois fois Admirable de Schoenstatt » aux familles, écoles, hôpitaux et tout autre lieu où l’on accepte de la recevoir. L’apostolat est réalisé par des bénévoles laïcs – appelés missionnaires et coordinateurs – organisés aux niveaux paroissial, diocésain, régional ou linguistique. Ainsi, ce sont 200 000 icônes qui circulent entre les membres.
L’icône pèlerine employée dans le projet est la même vénérée dans les Sanctuaires de Schoenstatt. Ils sont une réplique en échelle réduite de la première icône avec laquelle le projet est commencé, et ont la forme dudit sanctuaire, pour exprimer le lien avec le sanctuaire de Schoenstatt et toutes les grâces qui y sont reçues. Elles sont bénies et envoyées à partir d’un sanctuaire de Schoenstatt. Les secrétariats du projet ont pour fonction de coordonner et d’aider les responsables dans leur travail et dans leurs relations avec les diocèses et les paroisses.

## Historique

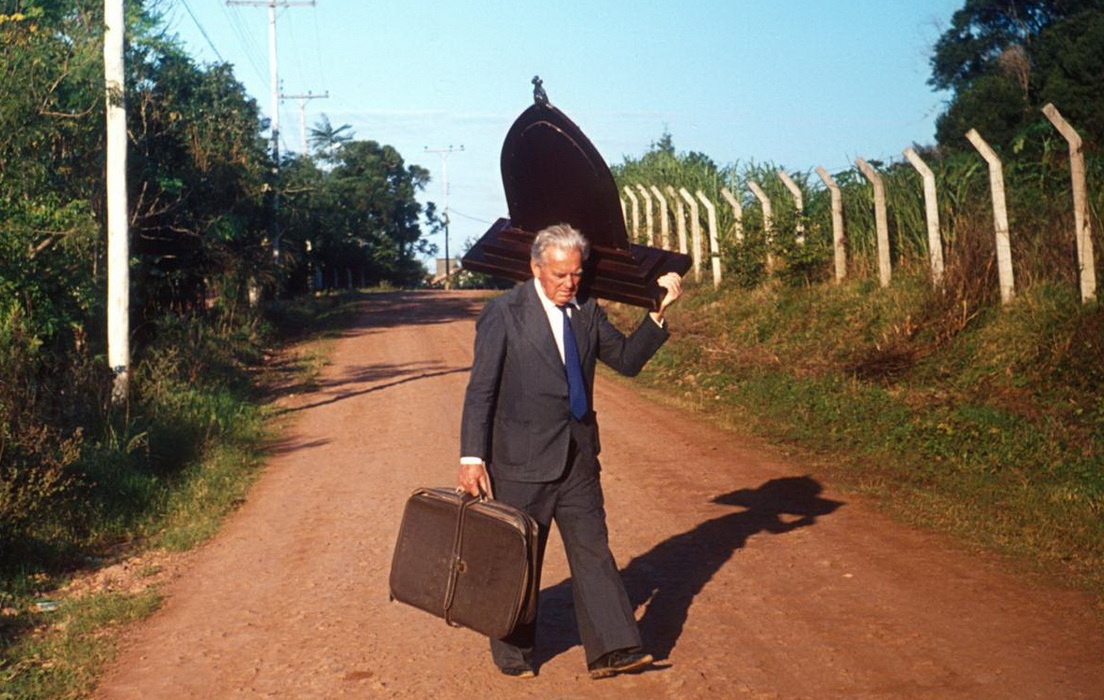
Le fondateur du projet, Jean Pozzobon, en transportant la première icône pèlerin à pied, comme il le faisait habituellement.

Le projet a été initié par le Serviteur de Dieu le Diacre Jean Pozzobon, le 10 septembre 1950 à Santa Maria (Brésil). Sentant un appel intérieur à s’impliquer dans un apostolat au service de Marie (mère de Jésus), il reçoit une invitation de Sœur Teresinha Gobbo, de l’Institut Séculier de Sœurs de Marie de Schoenstatt, pour apporter l’icône de la « Mère, Reine et Triomphatrice Trois fois Admirable de Schoenstatt » aux familles. Sœur Teresinha lui confie le tableau qui avait été béni au sanctuaire de Schoenstatt de Santa Maria par le Père Celestino Trevisan, en lui disant: « Cette icône sera sous vos soins. Vous n’avez pas besoin de prier le chapelet tous les jours. Votre unique devoir est de la faire pérégriner dans les familles ».
Jean accepte l’invitation. Il assume la tâche d’apporter le tableau pèlerin aux familles et exercera cette mission pendant 35 ans jusqu’à sa mort, le 27 juin 1985. Avec lui, il parcourut 140 000 kilomètres en transportant l’icône de Marie dans un encadrement en forme de chapelle, pesant plus de 11 kilos.
À partir de 1959, le projet se multiplie par des répliques en moindre taille de l’icône pèlerin d’origine, pour visiter les familles tous les mois. En 1979, Pozzobon visite l’Allemagne et Rome, et le projet prend une dimension internationale. Dès son décès en 1985, c’est surtout le Mouvement de Schoenstatt qui en prend la relève, en divulguant le projet dans les diocèses où il est présent.

## Fondements théologiques
Le projet est inspiré par l’attitude de Marie, qui est allée rendre visite à sa cousine Elizabeth (Luc 1: 39-41). C'est un apostolat au service de l’Église, qui veut collaborer avec la pastorale ordinaire des paroisses.

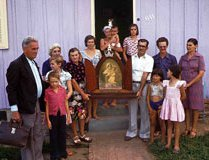
Pozzobon avec la Mère pèlerine en visite à une famille paysanne.

C’est un travail apostolique populaire, car il cherche à atteindre toutes les personnes dans toutes situations de vie, en s’adaptant aux différentes réalités pastorales: les familles, les écoles, les hôpitaux, les prisons, etc., suivant le commandement de Jésus: « Allez dans le monde et prêchez l’Évangile à toute créature » (Marc 16: 15).
Une autre source d’inspiration est l'idée de l’apostolat universel selon saint Vincent Pallotti, auquel tout baptisé est appelé, et le rôle de Marie dans cet apostolat: « Elle est la grande missionnaire, elle fait des miracles ». C’est aussi l’accomplissement d’un vœu du fondateur du Mouvement de Schoenstatt, père Joseph Kentenich, exprimé en 1948, d’amener la Mère de Dieu dans les foyers et lui donner une place d’honneur, pour qu’ils deviennent de petits sanctuaires.
Pérégriner avec Marie signifie, selon le P. Kentenich, entrer dans la mission de Marie en générant, en portant et en servant le Christ; c'est devenir une autre Marie: « Chacun de nous porte une grande part de la responsabilité de la forme que le monde prendra à l’avenir. Si dans ce futur – indépendamment des caractéristiques spécifiques qu’il aura – on aura à amener les gens au Christ, Marie doit être mise en premier plan et être reconnue partout comme donatrice, image et porteuse de Jésus ».

## Modalités
Il y a plusieurs types d'icônes pèlerins, selon le but pour lequel elles seront employées:

### Icône pèlerin « d’origine »
C’est l’icône avec laquelle le diacre Jean Pozzobon a commencé le projet en 1950. Cette icône a été  son « compagnon de pèlerinage » pendant plus de 30 ans. En 1980, il l’a rendue à sœur Terezinha Gobbo. Dès la mort de Pozzobon, en 1985, l’icône d’origine reste dans le Centre Marial, siège du Mouvement de Schoenstatt à Santa Maria (Brésil).

### Icônes pèlerins auxiliaires
Il s’agit d’icônes destinées à un diocèse, à un sanctuaire diocésain ou à un apostolat spécifique. La première a été confiée à Ubaldo Pimentel, de Santa Maria (Brésil), le 8 décembre 1979. Ce sont des répliques exactes de l’icône d’origine. Selon Jean Pozzobon, ces icônes sont une « extension » de la bénédiction du projet donnée par le P. Kentenich le 4 août 1951. Comme expression d’unité, toutes les icônes « auxiliaires » sont bénies et envoyées depuis le sanctuaire de Schoenstatt de Santa Maria, où le projet a commencé.

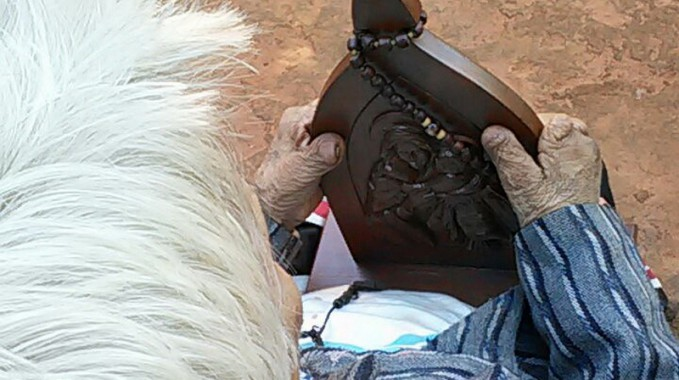
Icône pèlerin destinée aux personnes malvoyantes.

### Icônes pèlerins paroissiales
Similaires à celle d’origine, mais de moindre taille et sans les portes en bois couvrant l’encadrement. Chaque paroisse peut avoir son icône pour l’utiliser lors de neuvaines, processions ou autres activités à niveau paroissial. Certaines paroisses organisent un itinéraire pour visiter des chapelles, écoles et autres établissements. Normalement, cette icône reste sous la charge de l’équipe de coordination paroissiale.

### Icônes pèlerins « occasionnelles »
Utilisées ponctuellement, pour des apostolats plus ciblés: les malades, les hôpitaux, les prisons, etc. Sont confiées à une personne appelée « missionnaire », qui organise l’itinéraire et la forme de l’apostolat, et enregistrées auprès du secrétariat national du projet.

### Icônes pèlerins pour les familles

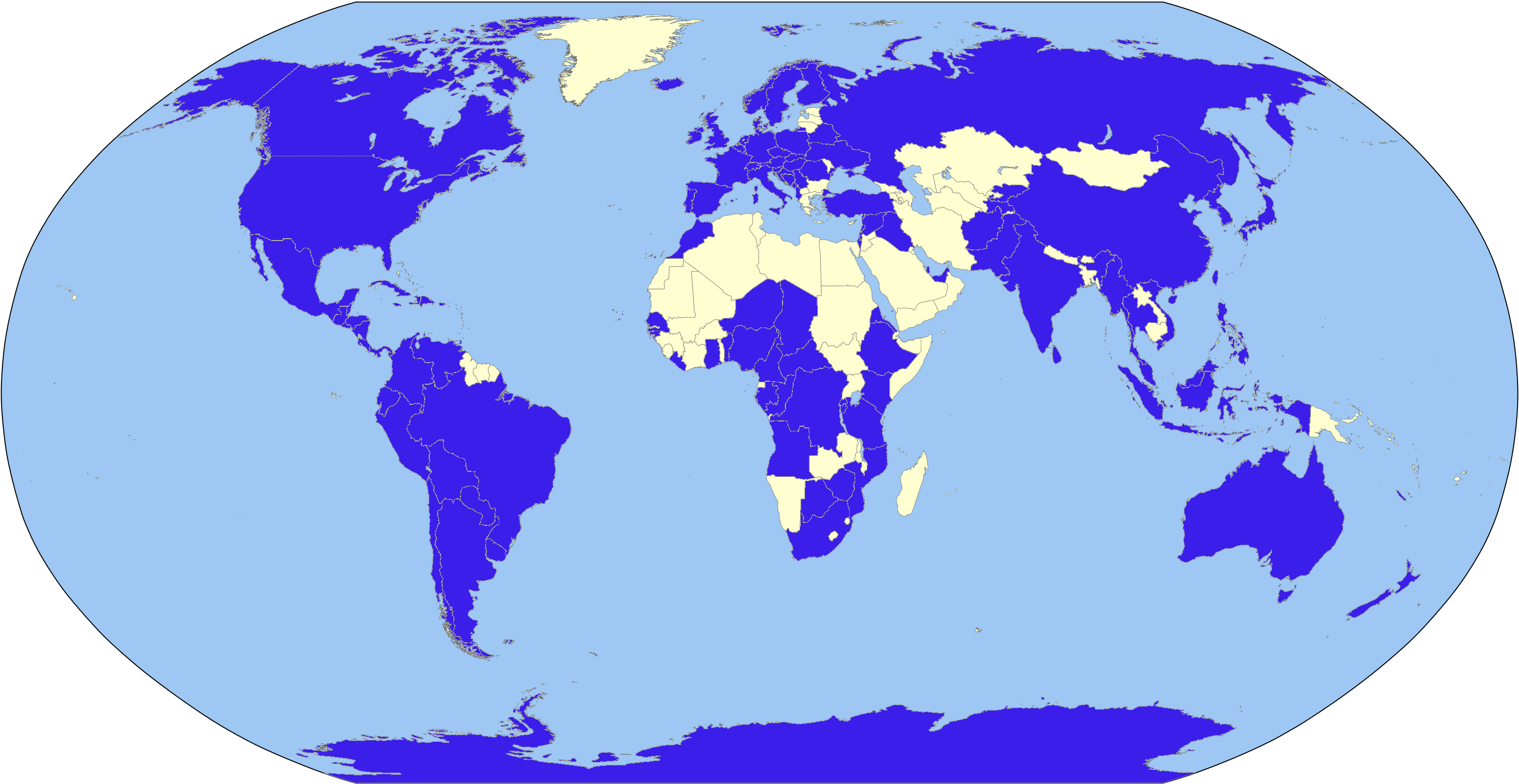
Mappemonde indiquant les pays où le projet Mère pèlerine est présent (en bleu).

La modalité la plus connue et disséminée dans le monde, ces icônes circulent mensuellement et d’un mode permanent dans un groupe de personnes. Chaque icône reste sous la responsabilité d’un « missionnaire » et est enregistrée auprès du secrétariat national.

### Icônes pèlerins pour les jeunes et les enfants
Confiées à des enfants et des jeunes, elles peuvent aussi être utilisées dans des groupes de catéchèse, écoles et universités.

## Liste de pays ou territoires (par continent) où le projet Mère pèlerine est présent
La liste ci-dessous a pour source les données collectées par les secrétariats du projet Mère pèlerine au Brésil et en Suisse, sauf où une autre source soit explicitement indiquée. 
| Afrique | | |                                                                                             |
| - Afrique du Sud - Angola - Bénin - Botswana - Burkina Faso - Burundi - Cameroun                              | - Cap-Vert - République centrafricaine - République du Congo - République démocratique du Congo - Érythrée - Éthiopie - Gabon | - Ghana - Guinée-Bissau - Kenya - Liberia - Maroc - Mozambique - Niger                                       | - Nigeria - Rwanda - Sénégal - Tanzanie - Tchad - Zimbabwe                                  |
| Amérique | | |                                                                                             |
| - Argentine - Barbade - Belize - Bolivie - Brésil - Canada - Chili                                            | - Colombie - Costa Rica - Cuba - République dominicaine - Équateur - États-Unis - Guatemala                                   | - Haïti - Honduras - Jamaïque - Mexique - Nicaragua - Panama                                                 | - Paraguay - Pérou - Porto Rico - Salvador - Uruguay - Venezuela                            |
| Asie | | |                                                                                             |
| - Afghanistan - Chine - Corée du Nord - Corée du Sud - Émirats arabes unis - Hong Kong (RAS) - Inde           | - Indonésie - Irak - Israël - Japon - Kirghizistan - Liban - Macao (RAS)                                                      | - Malaisie - Palestine - Pakistan - Philippines - Qatar - Singapour - Sri Lanka                              | - Syrie - Tadjikistan - Taïwan - Thaïlande - Timor oriental - Turquie - Viêt Nam            |
| Europe | | |                                                                                             |
| - Albanie - Allemagne - Andorre - Autriche - Belgique - Biélorussie - Bosnie-Herzégovine - Croatie - Danemark | - Espagne, - Finlande - France - Hongrie - Irlande - Islande - Italie, - Liechtenstein - Luxembourg                           | - Malte - Monténégro - Norvège - Pays-Bas - Pologne - Portugal - République tchèque - Roumanie - Royaume-Uni | - Russie - Saint-Marin - Serbie - Slovaquie - Slovénie - Suède - Suisse - Ukraine - Vatican |
| Océanie | | |                                                                                             |
| - Australie                                                                                                   | - Nouvelle-Zélande | - Palaos |                                                                                             |
| | | |                                                                                             |

### Antarctique
Ce continent, réglementé dans le cadre du traité de l'Antarctique, possède une sculpture en bronze de la Mère trois fois admirable de Schoenstatt depuis 1984, dans la Base antarctique Comandante Ferraz, située à l'île du Roi-George (Shetland du Sud), au nord de la péninsule Antarctique.

### Articles liés
- Serviteur de Dieu Jean Pozzobon
- Mouvement de Schoenstatt
- Père Joseph Kentenich